# Người Canada gốc Ukraina
Người Mỹ gốc Ukraina (tiếng Anh: Ukrainian Canadians; tiếng Pháp: Canadiens d'origine ukrainienne; tiếng Ukraina: українські канадці, україноканадці, đã Latinh hoá: ukrayins'ki kanadtsi, ukrayinokanadtsi) là công dân Canada có nguồn gốc hoặc sinh ra từ Ukraina đã nhập cư vào Canada. Trong năm 2016, ước tính có khoảng 1.359.655 người gốc Ukraina toàn bộ hoặc một phần cư trú tại Canada (đa số là công dân sinh ra ở Canada), khiến sắc tộc này trở thành nhóm sắc tộc lớn thứ 11 tại Canada và đưa Canada trở thành quốc gia có dân số Ukraina lớn thứ ba thế giới, sau chính Ukraina và Nga. Người Ukraina tự nhận là sinh sống đa số ở một số vùng nông thôn Tây Canada. Theo điều tra dân số năm 2011, trong số 1.251.170 người được xác định là người Ukraina, chỉ có 144.260 (hay 11,5%) có thể nói tiếng Ukraina (bao gồm cả phương ngữ Ukraina Canada).